# David Wilkins
David Wilkins, född den 30 april 1950 i Malahide, är en irländsk seglare.
Han tog OS-silver i Flying Dutchman i samband med de olympiska seglingstävlingarna 1980 i Moskva.